# کانادا در المپیک تابستانی ۱۹۹۶
کانادا در بازی‌های المپیک تابستانی ۱۹۹۶ که در شهر آتلانتا برگزار شد، کاروان کانادا با ۳۰۳ ورزشکار در این رقابت‌ها شرکت کرد و موفق به کسب ۲۲ مدال (۳ طلا، ۱۱ نقره، ۸ برنز) شد. در جدول رتبه‌بندی توزیع مدال‌ها، کانادا در ردهٔ ۲۱ مسابقات قرار گرفت.